# Prats-du-Périgord
Prats-du-Périgord is een gemeente in het Franse departement Dordogne (regio Nouvelle-Aquitaine) en telt 183 inwoners (1999). De plaats maakt deel uit van het arrondissement Sarlat-la-Canéda.

## Geografie
De oppervlakte van Prats-du-Périgord bedraagt 11,1 km², de bevolkingsdichtheid is 16,5 inwoners per km².
De onderstaande kaart toont de ligging van Prats-du-Périgord met de belangrijkste infrastructuur en aangrenzende gemeenten.

## Demografie
Onderstaande figuur toont het verloop van het inwonertal (bron: INSEE-tellingen).